# Fadenia
Fadenia es un género extinto de peces cartilaginosos del orden Eugeneodontiformes que vivieron en el periodo Pérmico de Groenlandia.

## Especies
Se reconocen dos especies de Fadenia:
- Fadenia crenulata
- Fadenia gigas